# 小蜂斗草
小蜂斗草（学名：Sonerila laeta）为野牡丹科蜂斗草属下的一个种。

## 扩展阅读
- 維基物種上的相關：小蜂斗草